# The Memory Remains
"The Memory Remains" é uma música da banda estadunidense Metallica, lançado como o primeiro single do álbum Reload de 1997. Foi apresentada pela primeira vez ao vivo em uma versão "jam" em 02 julho 1996. A canção foi escrita por James Hetfield e Lars Ulrich. O tema da canção é sobre uma celebridade caído e desesperado para recuperar a glória perdida, um tema próximo do filme Sunset Boulevard. The Memory Remains é interpretada por Marianne Faithfull. Em 2012, o single virou tema do combate entre Triple H vs The Undertaker na WrestleMania XXVIII, Evento pay-per-view da World Wrestling Entertainment.

## Videoclipe
O vídeo de The Memory Remains, que foi dirigido por Paul Andresen, tem lugar em um mundo surreal, sem gravidade. A banda toca em uma grande plataforma suspensa que torna a rotação completa. Marianne Faithfull canta em um corredor escuro e vira a manivela de um realejo. Em algumas cenas, o dinheiro voa através do quarto.

## Tabelas Musicais
| Paradas(1997)                            | Posição |
| ---------------------------------------- | ------- |
| Austrália (ARIA)                         | 6       |
| Áustria (Ö3 Austria Top 75)              | 20      |
| Bélgica (Ultratop 50 de Flandres)        | 28      |
| Canada Top Singles (RPM)                 | 4       |
| Canada Rock/Alternative (RPM)            | 25      |
| Dinamarca (Hitlisten)                    | 13      |
| Finlândia (Suomen virallinen lista)      | 1       |
| Alemanha (Offizielle Deutsche Charts)    | 20      |
| Ireland (IRMA)                           | 13      |
| Italy (FIMI)                             | 13      |
| Países Baixos (Dutch Top 40)             | 17      |
| Nova Zelândia (Recorded Music NZ)        | 23      |
| Noruega (VG-lista)                       | 3       |
| Espanha (PROMUSICAE)                     | 3       |
| Suécia (Sverigetopplistan)               | 4       |
| Suíça (Schweizer Hitparade)              | 30      |
| UK Singles (The Official Charts Company) | 13      |
| U.S. Billboard Hot 100                   | 28      |
| U.S. Billboard Mainstream Rock Tracks    | 3       |